# Mario Vega
Mario Vega (San Salvador, Janeiro de 1958) é um pastor evangélico salvadorenho, líder de uma das maiores igrejas do mundo, a Missão Cristã Internacional Elim (também conhecida como Igreja Elim), com sede em San Salvador, onde conta com 80 mil frequentadores, e que possui unidades em toda El Salvador e no mundo e mais de 7.500 grupos de células.
Mario Vega é colunista do El Diario de Hoy, um dos principais jornais de seu país, onde escreve um artigo semanal, e do El País, da cidade de Santa Ana. É o líder evangélico mais influente de El Salvador. Seu ministério é reconhecido pelo mundo e entre as figuras evangélicas mais proeminentes. É autor de diversos livros cristãos e atualmente o presidente da Aliança Evangélica de El Salvador, entidade que representa a igreja evangélica do país, e que é constituída por boa parte dos ministérios do segmento.
A World Vision El Salvador o nomeou como "Embaixador da Infância salvadorenha", reconhecendo seu trabalho para erradicação de todo tipo de violência contra crianças.

## História

### Infância e juventude
Mario Vega nasceu em San Salvador, El Salvador, em 1958. É o segundo filho da família Vega, uma família respeitada, conservadora e muito católica.
Desde o jardim de infância, estudou em uma instituição educacional católica chamada Centro Escolar Walter Thilo Deininger. Sua infância foi dolorosa, visto que com a idade de 4 anos foi detectado com uma infecção grave nas tonsilas. Ele precisava de doses grandes de medicamentos, que acabavam por destruir muitos glóbulos vermelhos. Os médicos o tinham em constante observação, sabendo que, se os antibióticos fossem demasiadamente fracos, a amigdalite continuaria, mas se fossem muito fortes, sofreria uma anemia profunda.
A saúde frágil não o permitiu que praticasse esportes. Justamente nesse período veio a desenvolver o hábito e a paixão pela leitura, chegando a ler dezenas de livros. Aos quatorze anos de idade, estava lendo obras de Albert Einstein e livros de Filosofia; era um ótimo aluno. Ao longo deste tempo veio a se tornar uma pessoa muito introspectiva e tímida.
Ainda na adolescência caiu no mundo das drogas, se associando com jovens viciados de seu bairro e de seu colégio. Seus pais não imaginavam que ele estivesse usando drogas, até porque suas notas continuavam boas. Em certa ocasião, numa noite, Mario quase morreu com uma brincadeira cruel de seus amigos. Eles o deram uma dose quatro vezes maior de droga, pelo que ele ficou inconsciente e teve a sensação de morrer, enquanto seus amigos se divertiam com seu estado. Seu vício chegou ao ponto de fazê-lo fumar dezesseis cigarros de maconha em um único dia. Vega também deixou seu cabelo crescer até a altura dos ombros. Sua mãe lhe pediu que os cortasse, o que ele recusou, uma vez que isso era símbolo de rebeldia, liberdade e de status social.

### Conversão e vida pastoral
Em dezembro de 1974, seu primo paralítico que viera à sua casa, compartilhou-lhe a experiência de sua conversão e o convidou a ir à igreja. A curiosidade de Vega o levou a aceitar o convite. Em 19 de janeiro de 1975, aos 17 anos, visitou pela primeira vez uma igreja evangélica, a La Peña de Horeb, em Colonia Matazano, Soyapango. Uma semana depois, em 26 de janeiro, no culto de domingo daquela pequena igreja pentecostal, decidiu aceitar a Jesus Cristo, tornando-se evangélico. Essa decisão trouxe uma reação negativa de sua mãe, católica, que o recriminou.
Algum tempo após sua conversão, decidiu cortar seu cabelo, pelo que pediu que sua mãe o cortasse, o que ela fez de muito bom grado.
Dois anos depois, por divergência teológica, Mario, que havia se tornado um líder na La Peña de Horeb, juntamente com seu amigo William anunciou que deixariam a igreja. Quando anunciaram que sairiam, quinze pessoas decidiram acompanhá-los se juntando a eles. Mario e William passaram a se reunir com os quinze em uma casa, onde faziam estudos bíblicos e cultos, com intuito de começarem uma nova congregação. Pouco tempo depois, porém, se uniram à Igreja Elim, que fora fundada em El Salvador em 1977, abandonando todo projeto de iniciar uma nova igreja. A primeira função de Vega em Elim foi a de dobrar as cadeiras e guarda-las no final dos cultos. 
O pastor da igreja, Sergio Daniel Solórzano, ficou impressionado com seu conhecimento bíblico e em pouco tempo o convidou a participar do círculo de liderança da igreja. Solórzano pediu que Mário organizasse a doutrina da igreja Elim em diferentes categorias. Pediu que Mário escrevesse ainda mais sobre essas doutrinas, de modo que ele compôs um manual contendo as 42 doutrinas chaves da igreja, manual este que até hoje é seguido pela congregação.
Em 1980 ingressou na Universidad Centroamericana José Simeón Cañas, vindo a se graduar (licenciatura) em Letras.
Ainda em 1980, aos 22 anos de idade, iniciou seu trabalho pastoral, em uma igreja filial de Elim, em Santa Ana, sendo ordenado ao ministério por Solórzano. Esta pequena igreja de Santa Ana chegou a um crescimento no número de 500 membros. Tempos depois, com implantação dos grupos de células à marca de 10.000 fiéis por semana.
Em 20 de abril de 1997, por votação de líderes maiores do ministério, Mario Vega foi apresentado como Pastor Geral da Missão Cristã Internacional Elim, San Salvador, ocupando o lugar de Sérgio Solórzano, afastado devido a problemas morais.
Foi o fundador e organizador do “Restauración Nacional”, um dos maiores eventos cristãos de El Salvador, realizado anualmente entre 1985 e 2002, e que chegou a lotar os cinco principais estádios do país, com concentração de mais de 150 mil pessoas. Fundou a Corporación Cristiana de Radio y Televisión, também ligada à Igreja Elim, formada por diversas rádios evangélicas e pelo Canal 27 de Televisão.
Mario não é graduado formalmente em teologia, mas veio a realizar alguns testes em assuntos teológicos perante a Universidade Logos Christian College e Graduate School, sendo ao final considerado pelo Dr. Charles Travis, reitor da universidade, apto a receber um mestrado em teologia. O Dr. Travis o concedeu o título legal de licenciatura pela sua competência adquirida através da leitura.
Uma de suas conquistas mais reconhecidas é o prêmio "Sol de Justicia" concedido pela Universidade Evangélica de El Salvador (UEES) em 2011.
Vega também é reconhecido por seu envolvimento na luta contra a pobreza através da criação de programas específicos por meio da igreja que dirige.

## Família
Após um ano de namoro com Cecilia de Vega, eles se casaram em dezembro de 1988. Em 1990, nasceu seu único filho, José Vega.

## Obras
- Manual de doctrinas básicas (Manual de doutrinas básicas)
- La mutación de la violência en El Salvador (2016) – (A mutação da violência em El Salvador (2016))
- El siervo de restauración (O servo da restauração)
- El bautismo en el nombre de Jesús (O batismo no nome de Jesus)
- Elías el profeta del legado (Elias, o profeta do legado)
- Reflexiones sobre la verdade (Reflexões sobre a verdade)